# Powiat dąbrowski (województwo białostockie)

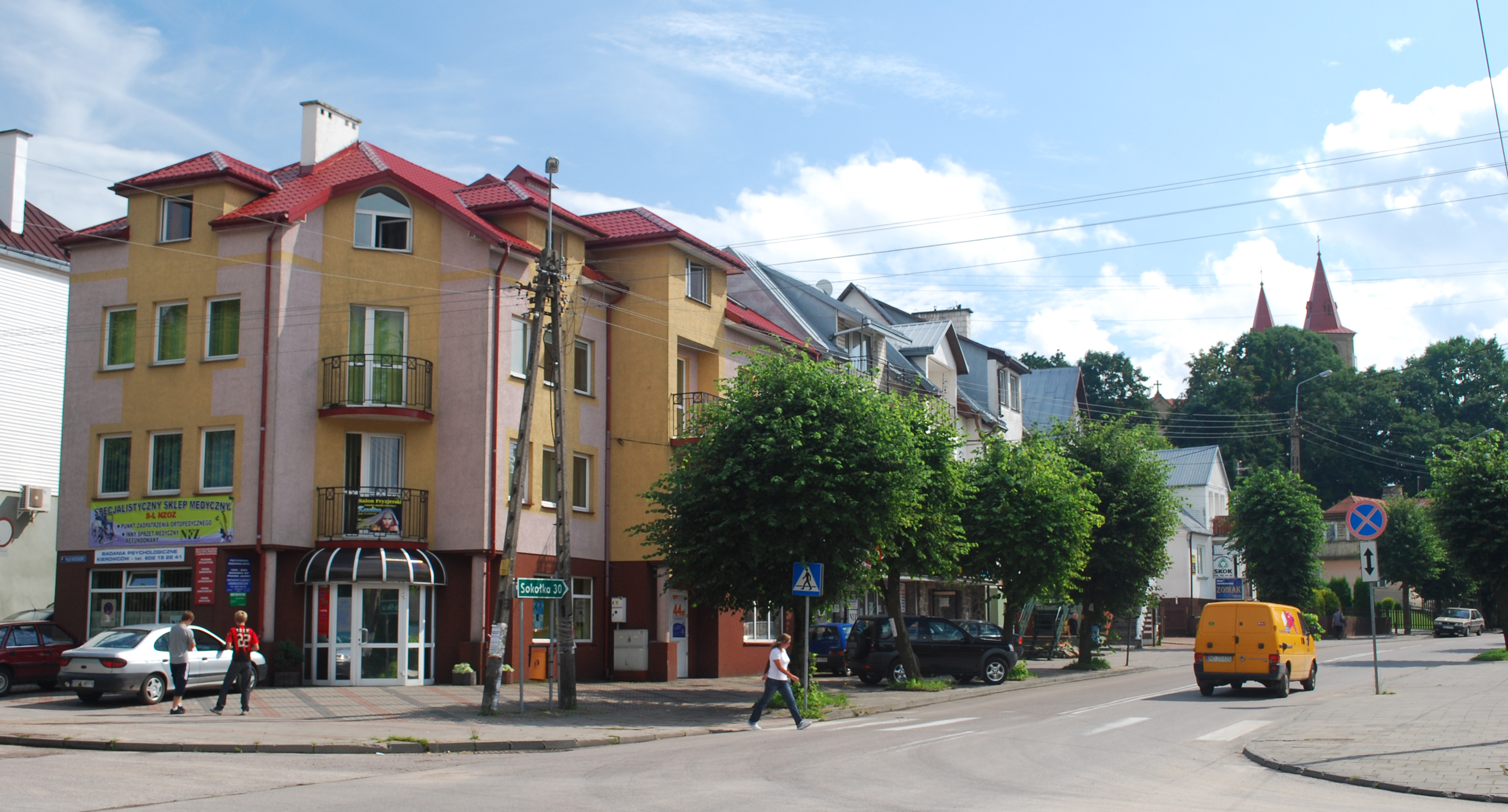
Centrum Dąbrowy Białostockiej

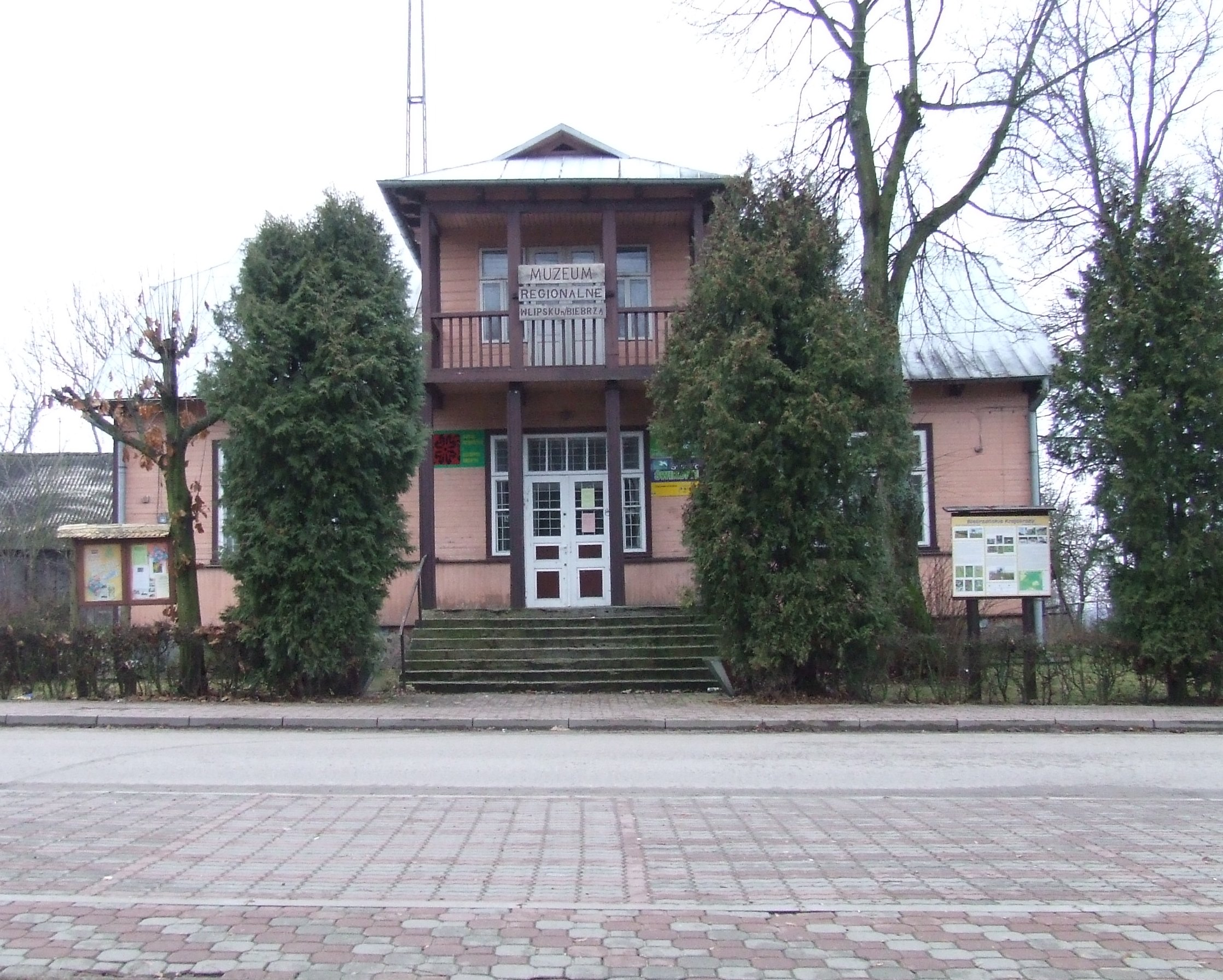
Stary ratusz w Lipsku

Powiat dąbrowski – powiat istniejący w latach 1956–1975 w woj. białostockim. Obejmował on tereny obecnych powiatów sokólskiego (gminy Dąbrowa Białostocka i Nowy Dwór) i augustowskiego (gmina Lipsk i częściowo Sztabin) w woj. podlaskim. Jego ośrodkiem administracyjnym była Dąbrowa Białostocka.
Powiat dąbrowski został powołany dnia 1 stycznia 1956 roku w województwie białostockim, czyli 15 miesięcy po wprowadzeniu gromad w miejsce dotychczasowych gmin (29 września 1954) jako podstawowych jednostek administracyjnych PRL. Na powiat dąbrowski złożyło się 19 gromad, które wyłączono z dwóch ościennych powiatów w tymże województwie:
- z powiatu augustowskiego
  - gromady: Bartniki, Jastrzębna (zmianę odwołano, patrz poniżej), Kurianka, Lipsk i Rygałówka
- z powiatu sokólskiego
  - gromady: Butrymowce, Dąbrowa, Dubaśno, Horodnianka, Kamienna Stara, Kiersnówka, Nierośno, Nowy Dwór, Ostrowie, Pokośna, Reszkowce, Różanystok, Suchodolina i Zwierzyniec Wielki

Rozporządzeniem Rady Ministrów z 25 maja 1956 włączono gromadę Jastrzębna retroaktywnie z powrotem do powiatu augustowskiego – paragraf 1 rozporządzenia, dotyczący gromady Jastrzębna, wszedł w życie z dniem ogłoszenia (25 maja) z mocą od 1 stycznia 1956.
W momencie utworzenia powiat nie obejmował miast; Dąbrowa, stolica powiatu, utraciła prawa miejskie z dniem 1 stycznia 1951 roku i odzyskała je dopiero 1 stycznia 1965 roku; Nowy Dwór utracił je w 1934 roku a Lipsk w 1870 roku (odzyskał je w 1983 roku).
31 grudnia 1961 roku do powiatu dąbrowskiego przyłączono z powiatu sokólskiego gromady Chodorówka Nowa (1954-71), Suchowola (1954–72) i Wólka (1954–72).
1 stycznia 1973 roku zniesiono gromady i osiedla, a w ich miejsce reaktywowano gminy. Powiat dąbrowski podzielono na 1 miasto i 4 gminy:
- miasto Dąbrowa Białostocka
- gminy Dąbrowa Białostocka, Lipsk, Nowy Dwór i Suchowola

Powiat dąbrowski przetrwał do 31 maja 1975 roku. Po reformie administracyjnej obowiązującej od 1 czerwca 1975 roku główna część terytorium zniesionego powiatu dąbrowskiego weszła w skład nowego (mniejszego) województwa białostockiego; jedynie gminę Lipsk przyłączono do nowego województwa suwalskiego.
1 października 1983 roku prawa miejskie odzyskał Lipsk i stał się odrębną jednostką administracyjną obok gminy wiejskiej Lipsk. 1 lipca 1986 roku do gminy Lipsk przyłączono część obszaru wsi Krasne z gminy Sztabin, stanowiącą enklawę śródleśną o powierzchni 653,39 ha. 1 stycznia 1992 roku jednoimienne miasta i gminy wiejskie Dąbrowa Białostocka i Lipsk połączono we wspólne gminy miejsko-wiejskie. 1 stycznia 1997 prawa miejskie odzyskała także Suchowola, co sprawiło, że gminę wiejską Suchowola przekształcono w gminę miejsko-wiejską.
Powiatu dąbrowskiego nie przywrócono wraz z reformą administracyjną w 1999 roku, a jego dawny obszar wszedł w skład powiatu sokólskiego, z wyjątkiem gminy Lipsk włączonej do powiatu augustowskiego.